# Milan Kynčl
Milan Kynčl (* 2. ledna 1940 Praha) je český botanik, ekolog, vysokoškolský učitel a bývalý politik, v 90. letech 20. století poslanec Poslanecké sněmovny za ODA. V pozdějším věku vydal několik knížek pohádek.

## Biografie
Narodil se v Praze, část dětství prožil v Dačicích. Absolvoval Vysokou školu zemědělskou v Praze a nastoupil jako pomocný agronom v JZD Blučina. Dálkově pak studoval botaniku na Přírodovědecké fakultě UJEP v Brně. Posléze pracoval jako čistič oken, ekolog, výzkumník i vysokoškolský učitel. K roku 1997 se uvádí jako asistent v Ústavu územního plánování na Fakultě architektury Vysokého učení technického v Brně, působil i jako proděkan Fakulty architektury VUT v Brně. Bydlí v Brně-Králově Poli.
Vydal řadu knížek pohádek, které se odehrávají v kraji kolem Javořice na Českomoravské vrchovině. Některé pohádky zdramatizovalo a odvysílalo jako sérii večerníčků Radio Proglas.
Byl ženatý s manželkou Ludmilou († 2006), jejich synem je architekt Jakub Kynčl.

## Politická kariéra
V roce 1994 se uvádí jako místopředseda jihomoravského oblastního výboru Občanské demokratické aliance. V roce 1997 byl signatářem Pravé frakce ODA, která kritizovala odklon strany od původních konzervativních postulátů.
Ve volbách v roce 1996 kandidoval do poslanecké sněmovny za ODA (volební obvod Jihomoravský kraj). Nebyl zvolen, ale do parlamentu zasedl dodatečně v červnu 1997 jako náhradník poté, co rezignoval poslanec Vladimír Dlouhý. Ve sněmovně setrval do voleb v roce 1998. Zasedal ve sněmovním výboru pro sociální politiku a zdravotnictví a výboru pro veřejnou správu, regionální rozvoj a životní prostředí. V únoru 1998 vystoupil z ODA v rámci odchodu mnoha jejích členů v důsledku vnitrostranické krize.

## Dílo
- O víle Andulce a vodníkovi Petrlíkovi, 2002
- Příhody lesního skřítka Kryšpína, 2014
- O nepovedeném čertovi, 2015
- O třech kameníčcích, 2016
- O Kačírkovi a Modráčkovi, 2018
- O hejkadlu jménem Vozobule, 2019
- O hradním skřítkovi Melichárkovi a jeho kamarádech, 2021